# Apogon taeniopterus
 Apogon taeniopterus és una espècie de peix de la família dels apogònids i de l'ordre dels perciformes.

## Morfologia
Els mascles poden assolir els 15 cm de longitud total.

## Distribució geogràfica
Es troba a Maurici, les Illes Marqueses, les Tuamotu, Nova Caledònia i les Illes Cook.